# Асоціація «IT Ukraine»
Асоціація «IT Ukraine» — це українське профільне об'єднання ІТ-компаній, що має на меті сприяння розвитку інформаційних технологій в Україні. Асоціація об'єднує 72 компанії та має стратегічне партнерство з 9 ІТ-кластерами. Представляє інтереси у сфері оподаткування та юридичних аспектів; реалізує проєкти підтримки експорту українських ІТ-послуг; надає інформаційну підтримку своїм учасникам. Напрямки роботи: фінансово-правовий, освітній та КСВ, PR, міжнародний.

## Історія
Заснована 2004 року компаніями Miratech, Softline, SoftServe та Profix для захисту інтересів ІТ-компаній. Першими учасниками стали EPAM, Luxoft, Ciklum, GlobalLogic. З 2015 по 2018 рік асоціація увійшла до профільних об'єднань WITSA, EMOTA, Digital Europe, IFIP. 2021 року запустила міжнародний напрямок роботи, разом з МЗС України почато проєкт IT Export Boost. У травні 2021 року асоціація стала партнером МОЗ у рамках національної кампанії з вакцинації ІТ-спеціалістів.

## Фінансово-правовий напрямок
Асоціація представляє інтереси учасників у сфері оподаткування, допомагає налагоджувати діалог з владою, здійснює моніторинг законодавства, яке регулює діяльність галузі інформаційних технологій. Для цього асоціація співпрацює з Міністерством цифрової трансформації, Комітетом Верховної Ради з питань цифрової трансформації, Європейською бізнес-асоціацією (EBA), Американською торговельною палатою в Україні (ACC), Українською радою бізнесу (УРБ) та Спілкою українських підприємців (СУП).

## Розвиток ІТ-освіти в Україні та КСВ
- Перша у світі VR-розробка із протимінної безпеки для дітей — проєкт реалізується разом з UNICEF Ukraine[5];
- Synergy. IT Business & IT Education — щорічна конференція, яка об'єднує представників IT-бізнесу, освіти та влади для обговорення шляхів розвитку ІТ-освіти в Україні[6]. У 2020-му конференція вперше пройшла онлайн[7];
- Всеукраїнська кампанія з вакцинації ІТ-спеціалістів — спільний проєкт з МОЗ України, направлений на боротьбу з поширенням Covid-19[8];
- Join_IT — всеукраїнський освітній проєкт, який має на меті підвищити інтерес майбутніх абітурієнтів до галузі ІТ[9]. Остання хвиля проєкту залучила більше 7000 учасників з 20-ти областей України[10];
- Teachers Internship — спільний проєкт з EPAM. У 2018 році отримав нагороду «Премія HR-бренд Україна 2018», яку щорічно організовує Міжнародний кадровий портал HeadHunter Україна[11];
- IT LAW — програма розроблена разом з НаУКМА[12]. Направлена на професійний розвиток юристів, котрі працюють у сфері ІТ;
- Ти можеш усе! Можливості безмежні! — online-курс з підготовки IT-спеціалістів серед людей з інвалідністю[13][14];
- ClickToSchool — проєкт з розробки сайтів для дітей з особливими потребами[15] для загальноосвітнього навчального закладу «Навчально-реабілітаційний центр № 17» м. Києва[16];
- єМалятко — асоціація разом з учасниками долучились до проєкту єМалятко, який спрощує батькам новонароджених процес оформлення адміністративних послуг для немовлят[17][18];
- AntiVirus — проєкт для допомоги медзакладам у відповідь на пандемію Covid-19[19].

## Інформаційна підтримка та PR
За підтримки PR-ком'юніті асоціація організовує торговельні місії та допомагає компаніям брати участь у міжнародних заходах. У 2019 році в Норвегії відбулася перша торговельна місія України, у 2020-му — участь української делегації у Ukraine House Davos.
Для того, аби представляти громадськості професійні успіхи українських ІТ-спеціалістів, асоціація проводить щорічний всеукраїнський конкурс Ukrainian IT Awards.

## Просування експорту українського ІТ
Учасники беруть участь у міжнародних подіях, як GITEX, реалізовують проєкти з міжнародними компаніями. Два ключові проєкти напрямку: IT Export Boost та First Ukrainian IT Export Alliance — brand Union.
Представництво інтересів українських ІТ-компаній на міжнародному рівні почалося у 2019, коли асоціація підписала меморандум з JASIPA (Japan Innovation System Partners Association). У січні 2020 асоціація організувала участь української делегації в рамках Ukraine House Davos.